# Corolla spectabilis
Corolla spectabilis är en snäckart som beskrevs av Dall 1871. Corolla spectabilis ingår i släktet Corolla och familjen Cymbuliidae. Inga underarter finns listade i Catalogue of Life.